# Je suis comme une fenêtre
Je suis comme une fenêtre  è un singolo della cantante italiana Grazia Di Michele e dell'attore italiano Mauro Coruzzi, pubblicato nel 2015.

## Descrizione
Il singolo è una versione in francese del brano Io sono una finestra, cantato sempre da Grazia Di Michele e Mauro Coruzzi, che l'avevano già cantato in italiano al Festival di Sanremo 2015, dove si è classificato al 16º posto, e, in questa versione, è contenuto sia nell'album Il mio blu di Grazia Di Michele che nella compilation Super Sanremo 2015
La versione in francese presenta un testo riadattato da Catherine Spaak. L'idea della cover è nata all'indomani degli attentati di Parigi del 13 novembre 2015. I ricavati della vendita del singolo sono stati destinati all'associazione Emergency.

## Tracce
1. Je Suis Comme Une Fenêtre (For Emergency) – 3:26